# Gempol (Banyusari)
Gempol is een bestuurslaag in het regentschap Karawang van de provincie West-Java, Indonesië. Gempol telt 5350 inwoners (volkstelling 2010).